# Welcome to Rome
Welcome to Rome è un film italiano del 1960 diretto da Roberto De Leonardis.
Si tratta di un cortometraggio di animazione. Secondo altre fonti, la regia sarebbe da attribuire a Pino Zac.